# Protestantismus in Galizien
Der Protestantismus in Galizien bestand aus kleinen lutherischen, reformierten und unitarischen Gemeinden in Galizien in der Zeit der Reformation im Königreich Polen, Österreich und in der Zweiten Polnischen Republik.

## Religionen in Galizien

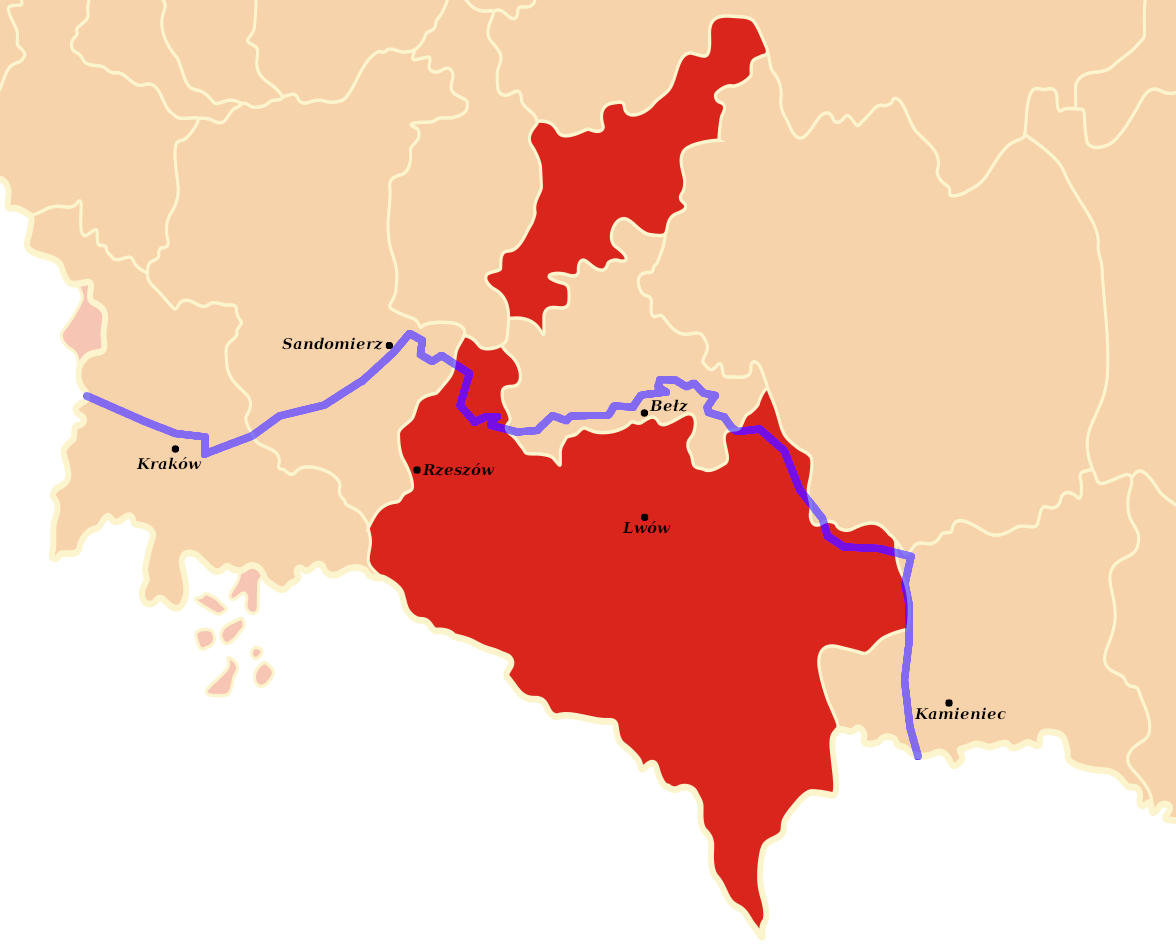
Woiwodschaft Ruthenien im Königreich Polen (rot) und das Kronland Galizien in Österreich (blaue Linie)

Galizien (Woiwodschaft Ruthenien, ohne einen Teil von Kleinpolen, der später auch Teil des österreichischen Galiziens wurde) war im 18. Jahrhundert vor allem von Ruthenen bewohnt, die meist griechisch-katholisch waren. Daneben gab es vor allem in den Städten eine polnische römisch-katholische Bevölkerung, die überwiegend aus Stadtbürgern polnischer und deutscher Herkunft bestand, sowie aus polonisierten Ruthenen, die zumeist Adlige oder Beamte waren. Die bäuerliche, römisch-katholische Landbevölkerung konzentrierte sich am westlichen Rand (siehe auch Walddeutsche), in einigen Inseln im Erzbistum Lemberg (besonders um Lemberg) und Bistum Przemyśl.
Im 16. Jahrhundert entstanden viele neue jüdische Gemeinden. Im 19. Jahrhundert wuchs die jüdische Bevölkerung stark an, so dass sie in vielen Städten bald die größte Bevölkerungsgruppe darstellte.
Im späten 18. Jahrhundert kamen im Zuge der Josephinischen Kolonisation über 14.400 deutsche Siedler nach Galizien, die meist lutherisch (47 Prozent) oder reformiert (13 Prozent) waren. Die nächste Wellen der Galiziendeutschen waren dagegen mehrheitlich römisch-katholisch.

## Geschichte des Protestantismus in Galizien

### Königreich Polen

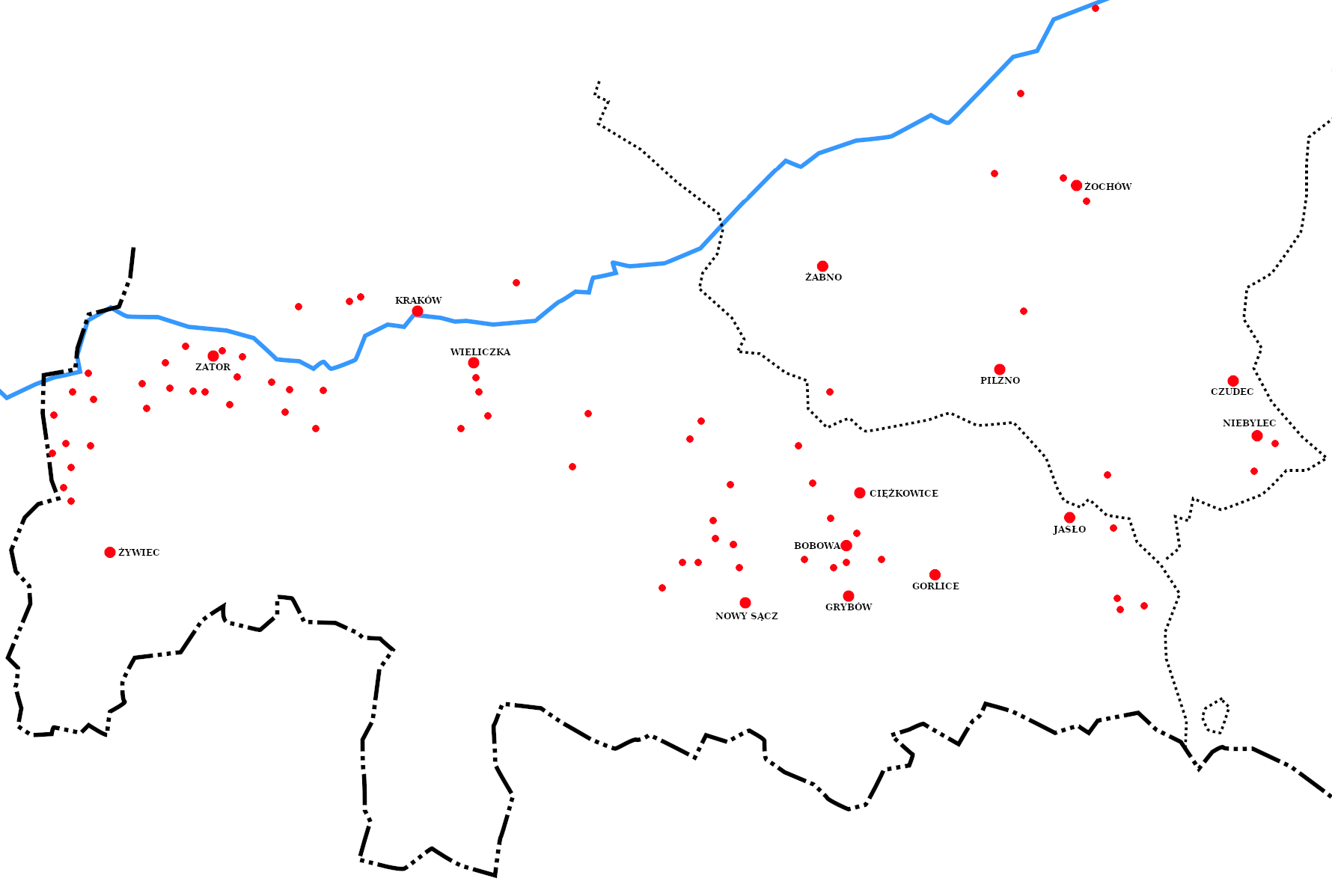
Protestantischen Gemeinden im südlichen Bistum Krakau um Jahr 1600 innerhalb des späteren Galiziens

1522 wurde Marcin Beier aus der Stadt Biecz und ab 1515 Priester im Vorort Binarowa zur ersten beklagten und zu Gefängnis verurteilten Person Polen-Litauens wegen des Verdachts der Förderung von Martin Luthers Ketzerei, die sich in den 1520er und 1530er Jahren besonders unter den deutschsprachigen Stadtbürgern kleinpolnischer Städte mit Handelsbeziehungen mit dem oberungarischen Bardejov verbreitete. Nach der einjährigen Buße führte er, mit der Kirche ausgesöhnt, seine Rollen in Binarowa und Biecz weiter. 1532 wurde er jedoch wieder beklagt, diesmal wegen Zölibatsbruchs. Später war auch die polnischsprachige, römisch-katholische Bevölkerung aufgeschlossener für die reformatorischen Strömungen, obwohl nach 1540 eher dem Calvinismus geneigt. Im Jahr 1600 gab es im Bistum Krakau südlich der Weichsel 80 bis 90 protestantischen Gemeinden, davon 27 im Kreis Schlesien. Diese Zahl stieg in der ersten Hälfte des 17. Jahrhunderts, obwohl mit wachsenden Anteil der Polnischen Brüder, die sich von den Kalvinisten abtrennten. Die stärksten lutherischen Gemeinden gab es in der Umgebung der deutschen Bielitz-Bialaer Sprachinsel: die später entstandene Stadt Biala wurde lang von Lutheranern dominiert. In der zweiten Hälfte des 16. Jahrhunderts verlor dagegen das Bistum Przemyśl im westlichen Teil des ehemaligen Fürstentums Halytsch infolge der Reformation vorläufig bis zu 30 Kirchen (von etwa 150). In einzelnen Ortschaften überdauerte der Protestantismus bis zum 18. Jahrhundert, z. B. Kobylany, Jodłówka bzw. Szczepanowice.
Um 1750 kamen erste deutsche Siedler nach Zaleszczyky. 1759 gründeten sie eine deutsche evangelisch-lutherische Gemeinde. Die Kirche musste am anderen Ufer des Flusses Dnister im Fürstentum Moldau errichtet werden, da dies in Polen zu dieser Zeit für Protestanten nicht möglich war. Seit 1766 war der Zugang zu der Kirche nicht mehr möglich.

### Österreich
1772 kam Galizien zu Österreich.
Seit 1774 ermöglichte ein kaiserliches Patent die freie Religionsausübung für protestantische Siedler in Galizien. Es entstanden Gemeinden in Lemberg (unter Leitung von Johann Friedrich Preschel), Jaroslau, Zamość und Brody sowie weitere nach dem Toleranzpatent im Jahr 1781. Sie wurden der Evangelischen Superintendentur Mähren, Schlesien und Galizien unterstellt. Erst 1778 gelang es, einen deutschen Pfarrer für die Gemeinden zu bekommen (Ephraim Gottlob Hoffmann).
Es entstanden weitere evangelische Gemeinden deutscher Siedler. 1804 wurde eine eigene Superintendentur für Galizien gebildet. Seit Ende des 19. Jahrhunderts wanderten viele Galiziendeutsche aus; die Gemeinden wurden kleiner. In Westgalizien, aber auch in Ostgalizien, wurden viele Nachkommen der josephinischen Siedler polonisiert.

#### Mennoniten

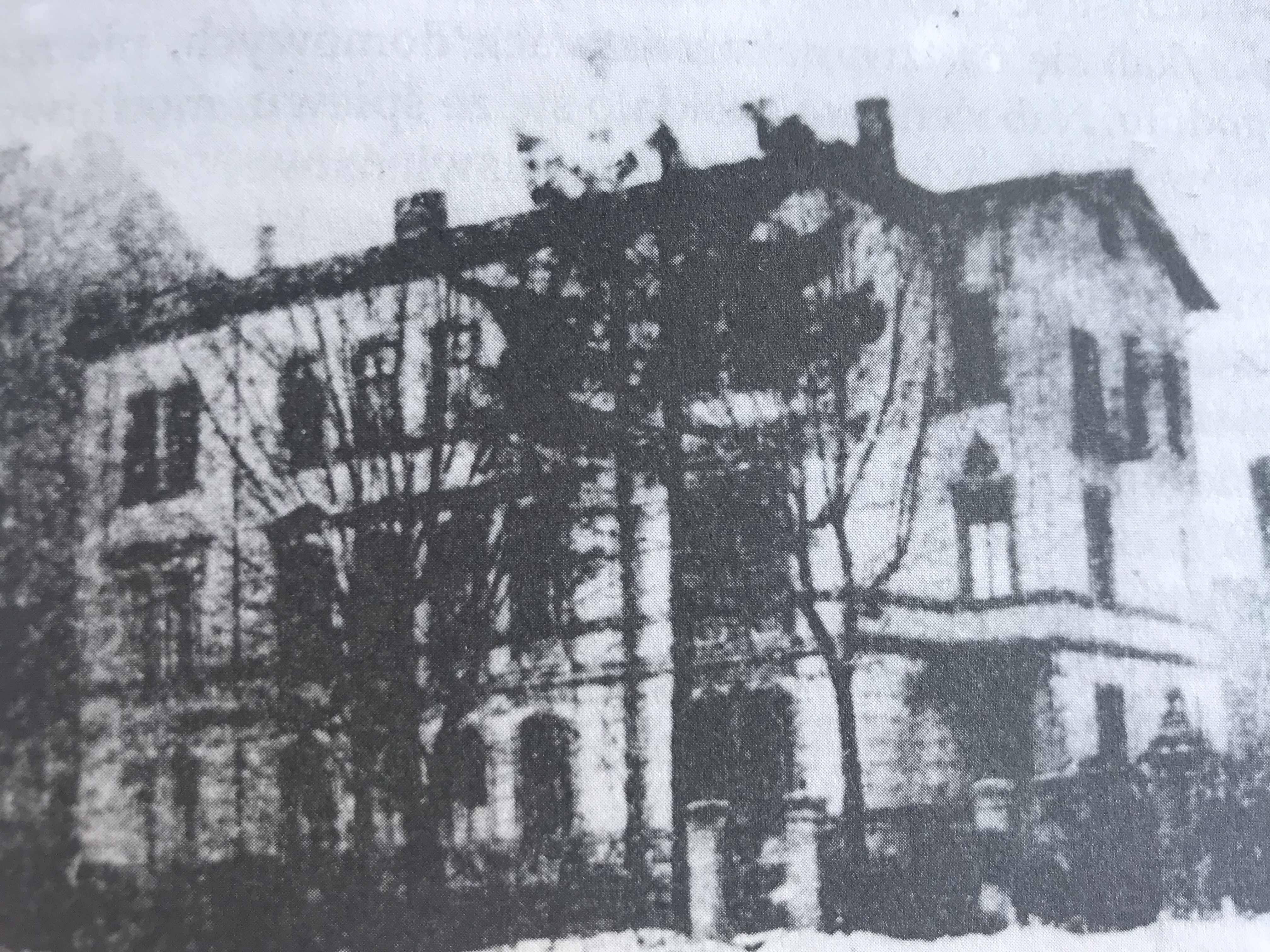
Mennonitisches Bethaus in Lemberg

Die radikal-reformatorische Mennoniten in Galizien wurden anfänglich in drei Siedlungen besiedelt: Einsiedel (18 Familien), Falkenstein (7 Familien) und Rosenberg (3 Familien). Sie wurden offiziell als Lutheraner behandelt, weil sie die in den Josephinischen Kirchenreformen vorgesehene Schwelle der 100 Familien zur Gründung einer eigenen Gemeinde lange Zeit nicht überschreiten konnten. Später entstanden die Siedlungen: Neuhof alias Weissmanówka (1830), Kiernica (1848), Horożanna (1850), Mostki (1854), Wiszenka (1862), Ehrenfeld-Błyszczywody (1864), Trościaniec (1870), Dobrowlany (1871), Lipowce (1872), Podusilna (1872). In den Jahren 1880–1883 wanderte 73 mennonitischen Familien nach Nordamerika aus. Erst im Jahr 1909 wurde die mennonitische Gemeinde Kiernica-Lemberg gegründet, die einige Hunderte der Mennoniten aus den Siedlungen in Falkenstein, Zimna Woda, Neuhof, Kiernica, Podusilna und Rohatyń umfasste.

### Zweite Polnische Republik
1919 kamen die galizischen Gebiete zum neuen polnischen Staat.
Die deutschen Gemeinden bildeten eine eigene Evangelische Kirche Augsburgischen und Helvetischen Bekenntnisses in Kleinpolen. Erster Kirchenpräsident wurde Hermann Fritsche. Die polnischen Protestanten organisierten sich in der Evangelisch-Augsburgischen Kirche in Polen.
1923 wurde Theodor Zöckler zum neuen Kirchenpräsidenten der Evangelischen Kirche A. und H. B. in Kleinpolen gewählt. 1925 entstand mit seiner Unterstützung die Ukrainische Evangelische Kirche Augsburgischen Bekenntnisses als erste evangelische Kirche für Ukrainer.
In den 1930er Jahren wuchs der Druck der polnischen Behörden auf die deutsche Bevölkerung.
1939 wurden die Deutschen nach dem Einmarsch der Roten Armee größtenteils in das Deutsche Reich umgesiedelt („Heim ins Reich“), die Evangelischen Kirchen wurden aufgelöst.

## Strukturen
- 1774–1804: Evangelische Superintendentur A. B. Mähren, Schlesien und Galizien
- 1804–1918: Evangelische Superintendentur A. B. Galizien
- 1919–1939: Evangelisch-Augsburgische Kirche in Polen
- 1920–1939: Evangelische Kirche A. und H. B in Kleinpolen
- 1925–1939: Ukrainische Evangelische Kirche A. B.